# Philodromus kalliaensis
Philodromus kalliaensis este o specie de păianjeni din genul Philodromus, familia Philodromidae, descrisă de Levy, 1977.
Este endemică în Israel. Conform Catalogue of Life specia Philodromus kalliaensis nu are subspecii cunoscute.